# 19080 Martínfierro
19080 Martínfierro este un asteroid care intersectează orbita planetei Marte.

## Descriere
19080 Martínfierro este un asteroid care intersectează orbita planetei Marte. Asteroidul prezintă o orbită caracterizată de o semiaxă mare de 2,32 ua, o excentricitate de 0,28 și o înclinație de 20,7° în raport cu ecliptica.